# NGC 4518
NGC 4518 (również PGC 41674) – galaktyka soczewkowata (SB0), znajdująca się w gwiazdozbiorze Panny. Odkrył ją John Herschel 27 grudnia 1827 roku. Jest to galaktyka z aktywnym jądrem typu LINER. Sąsiednia galaktyka PGC 41666 jest czasem nazywana NGC 4518B.